# Hulk (filme)
Hulk é um filme norte-americano de 2003 de super-herói baseado no personagem homônimo da Marvel Comics. Dirigido por Ang Lee e distribuído pela Universal Pictures, o filme é estrelado por Eric Bana, Jennifer Connelly, Sam Elliott, Josh Lucas, e Nick Nolte. Hulk explora as origens de Bruce Banner, que depois de um acidente de laboratório envolvendo radiação gama se torna capaz de se transformar em um enorme monstro de pele verde sempre que ele fica com raiva, enquanto ele é perseguido pelos militares dos Estados Unidos e entra em um conflito com o seu pai.
O desenvolvimento do filme começou em 1990. Foi filmado na sua maior parte na Califórnia, principalmente na Área da baía de São Francisco. Hulk arrecadou mais de 245 milhões de dólares em todo o mundo e recebeu reações mistas dos críticos. Um reboot, intitulado O Incrível Hulk, foi lançado em 13 de junho de 2008 como o segundo filme do Universo Cinematográfico Marvel.

## Sinopse
David Banner é um geneticista que descobriu uma maneira de mutação do DNA humano, para que o corpo possa curar-se rapidamente de uma lesão ou ferida. Ele usa suas pesquisas para criar super soldados para o Exército dos Estados Unidos, mas não é permitido fazê-lo de forma experimental em si mesmo (porém, mesmo assim David faz o experimento nele mesmo). Uma vez que sua esposa dá à luz a seu filho Bruce, David percebe que seu DNA mutante foi transmitido e tenta encontrar uma cura para a doença de seu filho. Em 1973, o governo, representado pelo então general Thaddeus E. "Trueno" Ross coloca assim a sua investigação depois de saber de suas experiências perigosas. David, em um acesso de raiva, causa uma enorme explosão de raios gama nas instalações do reator, e tenta matar seu filho, matando acidentalmente sua esposa quando ela interfere. Então David é levado para um hospício, enquanto Bruce, que então tinha quatro anos, é enviado para adoção, reprimindo a memória de seus pais biológicos, acreditando que ambos morreram. Os eventos da morte de sua mãe deixam Bruce incapaz de se lembrar dos detalhes de sua infância. Recorda de seus sonhos de infância, mas não completamente.
Anos mais tarde, Bruce é um pesquisador de energia bionuclear pós-graduado na Universidade da Califórnia, Berkeley. O complexo industrial-militar, representado pelo General Talbot, está interessado em investigar as "nanomeds" para construir soldados regenerados. David reaparece e começa a se infiltrar no local para investigar Bruce, trabalhando como zelador em laboratório. Ross, agora general de Exercito e pai divorciado da co-pesquisadora e ex-namorada de Bruce, Betty Ross, também começou a estudar sobre o assunto. Ele está muito preocupado com a segurança de sua filha em torno de Bruce e o fato de que Bruce está trabalhando no mesmo campo que David um dia trabalhou.
Bruce entra em colapso devido a um acidente envolvendo um experimento científico onde é exposto a raios gama e nanomeds e afetando seu DNA alterado. Naquela noite, seu pai se revela para ele, revelando a relação pai-filho e informando sobre a mutação em Bruce. Usando amostras de DNA de Bruce roubado de seu cabelo caído, ele começa a experimentar com animais. Logo depois, a raiva crescendo dentro de Bruce continha todas as suas frustrações acumuladas e o estresse ativa o DNA modificado, se transformando no Incrível Hulk pela primeira vez.
Depois de destruir o laboratório, Bruce encontra Betty inconsciente e fica confuso com o que ocorreu. Ross chega, suspeitando dele e querendo prendê-lo. Naquela noite, David chama Bruce e adverte que lançou três cães mutantes que procuram matar Betty. Irritado quando foi atacado por Talbot, passa por outra transformação. Depois de ferir gravemente Talbot e os guardas, Hulk corre para a cabine onde Betty estava e luta contra os três cães mutantes deformados. Depois de Hulk mata-los, poupando Betty, ele cai inconsciente. No dia seguinte, Bruce está sedado e levado para uma base subterrânea no deserto. Betty pede a seu pai para tentar controlar a transformação de Bruce, mas Ross é cético, acreditando que Bruce iria seguir seu pai. Enquanto isso, David invade o laboratório e atira em si mesmo as nanomeds, adquirindo a capacidade de misturar e absorver as propriedades de qualquer coisa que toca.
Talbot, vendo uma oportunidade de fazer dinheiro da força e a capacidade de regeneração do Hulk, tenta enfurece-lo e obter seu DNA em sua forma sobre-humana. O coloca em um tanque de privação sensorial, e induz pesadelos começando a mostrar memórias reprimidas de Bruce que o levam a se transformar no Hulk, que eventualmente leva à morte de Talbot. David fala com Betty, entregando uma condição: Falar com Bruce pela última vez, como pai e filho. Hulk escapa da base e voa no deserto. Combate as forças do exército enviados atrás dele, derrubando quatro tanques e quatro helicópteros. De repente, Hulk aprende saltos prodigiosos (como nos quadrinhos). Desta forma, vai para San Francisco em busca de Betty, onde confronta contra dois F-22. Betty contata com seu pai, e o convence a deixá-la a se encontrar com Hulk. Vendo o amor de Betty Bruce domina seu estado de raiva, e retorna à forma humana.
A David é permitido visitar a base e conversar com Bruce, mas sob a guarda de armas pesadas. Ele virou-se para um estado de completa megalomania, e tenta convencer Bruce a se unir a ele. Bruce, com raiva e ressentimentos em relação ao pai, se recusa. David torna-se um poderoso ser elétrico depois de morder os cabos eléctricos e absorver energia. Bruce se transforma no Hulk, e o confronta. A batalha chegou a uma conclusão onde  Bruce permite a seu pai absorver a sua energia, o que é demasiado instável para David controlar, tornando seu corpo em uma forma amorfa enorme. Ross ordena para lançar uma bomba do fator gama neles, e ambos são dados como mortos quando não há evidência de seus paradeiros.
Um ano depois, há inúmeros avistamentos do Hulk. Bruce foi para o exílio na floresta amazônica como um médico em um campo médico. Quando os soldados tentam roubar alguns medicamentos, o líder o confronta e Bruce diz: "Você não vai gostar de mim com raiva", uma frase conhecida da série de televisão na CBS. Os olhos de Bruce ficam verdes, e da copa das árvores, o rugido do Hulk é ouvido.

## Elenco principal
- Eric Bana como Dr. Robert Bruce Banner / Hulk[5]
- Jennifer Connelly como Dra. Elizabeth "Betty" Ross[5]
- Sam Elliott como General Ross[5]
  - Todd Tesen como General Ross jovem[5]
- Josh Lucas como major Glenn Talbot[5]
- Nick Nolte como David Banner / Homem-Absorvente[5]
  - Paul Kersey como David Banner jovem[5]
- Cara Buono como Edith Banner[5]
- Kevin O. Rankin como Dr. Harper[5]
- Celia Weston como Sra. Krenzler[5]
- Sasha Barrese como Alice[5]

## Produção
Os produtores Avi Arad e Gale Anne Hurd iniciaram o desenvolvimento de Hulk em 1990. As filmagens começaram em 18 de março de 2002, no Arizona, e mudaram-se em 19 de abril para a Área da Baía de San Francisco.
Inicialmente o longa-metragem seria dirigido por Jonathan Hensleigh. Vários atores, entre eles Steve Buscemi, Freddie Prinze Jr., Wes Bentley, Mark Wahlberg, Bill Paxton, entre outros, foram citados para interpretar Bruce Banner, mas somente Eric Bana foi o escolhido. O personagem Hulk foi totalmente desenvolvido através de animação computadorizada. O ator Lou Ferrigno, que interpretou o personagem Hulk na serie de televisão de 1970, teve uma participação especial no filme. Stan Lee, criador do personagem Hulk, também aparece no filme em uma pequena cena.

## Recepção

### Recepção
O website Rotten Tomatoes calculou um índice de aprovação de 62% fora de 224 avaliações. Roger Ebert analisou dizendo: "Ang Lee está tentando realmente lidar com as questões da história do Hulk, em vez de simplesmente lançar um filme cheio de efeitos visuais e apenas se preocupando disso.". Mesmo assim recebeu muitas críticas dos fãs do personagem.

### Bilheteria
Hulk foi lançado em 20 de junho de 2003, ganhando 62,1 milhões de dólares no seu fim de semana de abertura, que fez dela a maior abertura na época. Com uma queda de segundo fim de semana de 70%. O filme faturou 132 177 234 de dólares na América do Norte, e 113 183 246 dólares em países estrangeiros, chegando a um total mundial de 245 360 480 dólares. Com uma final norte-americana bruto de 132,2 milhões dólares.

### Indicações
Prêmio Saturno (2004)
- Indicado
  - Melhor Filme de Ficção Científica[13]
  - Melhor Música (Danny Elfman)[13]
  - Melhor Atriz (Jennifer Connelly)[13]
  - Melhores Efeitos Especiais[13]